# Ylvali Rurling
Ylvali Rurling (* 8. November 2004) ist eine schwedische Schauspielerin.

## Leben und Karriere
Rurling wurde am 8. November 2004 geboren. Sie besuchte die Kunstschule Kulturama in Stockholm. Danach studierte sie an der London Business School. Ihr Debüt gab sie 2019 in der Doku Klänning – polischef och våldtäktsman. Im selben Jahr bekam sie in der Fernsehserie Dröm eine Hauptrolle.
Von 2020 bis 2022 wurde sie für die Serie Partisan gecastet. Unter anderem war sie in dem Kurzfilm Jag, Julia zu sehen. Außerdem spielte sie 2021 in Snöänglar mit. 2023 wurde Rurling für die Serie Strandhotellet gecastet.

## Filmografie
- 2019: Dröm (Fernsehserie)
- 2020–2022: Partisan (Fernsehserie)
- 2021: Snöänglar (Fernsehserie)
- 2023: Strandhotellet (Fernsehserie)